# Забелино (городской округ Ступино)
Забелино — деревня в Ступинском районе Московской области в составе Городского поселения Жилёво (до 2006 года — входила в Новоселковский сельский округ). На 2016 год в Забелино 2 улицы — Таежная и Уссурийская. Впервые в исторических документах селение упоминается в 1577 году.

## Население
| 2002 | 2006 | 2010 |
| ---- | ---- | ---- |
| 14   | ↘11  | ↗12  |

Забелино расположено в центральной части района, на речке Лубянка, правом притоке реки Каширка, высота центра деревни над уровнем моря — 169 м. Ближайшие населённые пункты: Мурзино — около 0,6 км на юго-запад и Киясово в 1 км на северо-восток. в 300 м восточнее Забелино проходит автодорога М-4 Дон